# Павловка (Злынковский район)
Павловка — посёлок в Злынковском районе Брянской области, в составе Злынковского городского поселения. 
 Расположен в 4 км к северо-востоку от Злынки. Постоянное население с 1990-х годов отсутствует.

## История
Возник во второй половине XIX века как хутор; входил в Людковскую волость.
С 1920-х гг. до 1954 года — в составе Гутомуравинского сельсовета; затем в Маловышковском сельсовете, Вышковском поссовете (1959—1963), Деменском сельсовете (1963—1989), Большещербиничском сельсовете (1989—2005).
| Годы      | 1897 | 1901 | 1926 | 1979 | 1989 | 2002 | 2010 |
| --------- | ---- | ---- | ---- | ---- | ---- | ---- | ---- |
| Население | 31   | 45   | 50   | 8    | 7    | 0    | 0    |